# Batalla de Dair al-Aqul
La batalla de Dair al-Aqul (en árabe: دير العاقول‎, en persa: دیرالعاقول‎) la disputaron el 8 de abril del 876 el ejército del emir safarí Yaqub ibn Laíz y el del Califato abasí. Se libró a unos ochenta kilómetros al sur de Bagdad y terminó con una clara victoria abasí, que detuvo la invasión de Irak que trataba de abordar Ibn Laíz.
La ciudad de Dair al-Aqul (literalmente el «monasterio del meandro», ya que ʿaqūlā es «curva o meandro» en siriaco) era la ciudad principal de la feraz comarca (ṭasnoūj) del Naraván central y la más importante de las situadas junto al Tigris, entre Bagdad y Wasit. La batalla se disputó en realidad en un pueblo de la comarca llamado Istarband, entre Dair al-Aqul y Sib Bani Kuma.

## Antecedentes
El califato se hallaba sumido en una grave crisis desde el asesinato del califa al-Mutawakil en el 861, la denominada «Anarquía de Samarra». Los jefes militares turcos destronaban a cualquier califa que amenazase su poder. Entre la muerte de al-Mutawakil y la entronización de al-Mutamid en el 870, tres califas perecieron violentamente. El prestigio de los soberanos se hundió, socavado por el poder de los militares turcos y por la mengua de los recursos del Estado, insuficientes para sufragar los costes del Ejército.
Distintos grupos aprovecharon la crisis estatal y la consiguiente debilidad del Gobierno central abasí. Ua dinastía zaidí se hizo con el poder en el 864 en Tabaristán . En 868 el turco Ahmad ibn Tulun se apoderó de Egipto y se independizó gradualmente de Samarra. En el bajo Irak y Juzestán, la rebelión zanj estalló en el 869 y puso en grave peligro al califato.
En Irán, la mayor amenaza al califato la encarnaba el safarí Ibn Laíz. Este primero se adueñó del Sistán en el 861; esta provincia había estado en manos de bandas de guerreros ('ayyār) desde el 854. Su poder se extendió pronto más allá de las fronteras de Sistán: en el 873 derrocó a los tahiríes, vasallos leales de los abasíes que habían administrado hasta entonces el Jorasán. Merced a la derrota tahirí, obtuvo también gran parte del Irán oriental y central y algunas regiones afganas.
En Samarra, los turcos y el califa se reconciliaron durante el reinado de al-Mutamid (870-892). El hermano de este, al-Muwafaq, fue el artífice del acuerdo; tenía buenas relaciones con caudillos turcos como Musa ibn Bugha y fue acumulando poder hasta que se hizo el verdadero señor del imperio. Ibn Bugha era gobernador de varias provincias orientales, pero al no poder someter a los rebeldes de la zona, dimitió; sus cargos pasaron entonces a al-Muwafaq.
Los safaríes suponían otra amenaza para los abasíes, en especial después de que se apoderasen de Fars en el 875, provincia que Muhammad ibn Wasil no supo defender. De Fars Ibn Laíz pasó a Juzestán, donde conquistó Ramhurmuz en diciembre del 875. Esta conquista acercó a los ejércitos safaríes tanto a Irak como a los rebeldes zanj; los abasíes temían que los dos enemigos uniesen fuerzas contra ellos, si bien Ibn Laíz rehusó una propuesta de liga que le hicieron los esclavos sublevados. El califa creía carecer de fuerza para detener al emir safarí, y liberó a sus partidarios encarcelados en Bagdad en el 873, tras la conquista safarí del Jorasán. Además, envió una embajada a Ibn Laíz que le llevó a este el nombramiento de gobernador de Jorasán, Tabaristán, Fars, Gorgán, y Rayy, y de jefe de seguridad de la capital.
A Ibn Laíz la oferta le pareció una señal de debilidad del califa, por lo que la rechazó y continuó avanzando hacia la capital. La oferta disgustó a los turcos de Samarra, que también veían sus intereses amenazados por el emir safarí. Al ver rechazado su intento de conciliación, al-Mutamid maldijo a Ibn Laíz y se aprestó a hacerle frente. El 7 de marzo del 876, partió de Samarra, dejando a su hijo al-Mufawad a cargo de la capital. El 15 del mes llegó a Bagdad y de ahí pasó a Kalwadha, cerca de la cual plantó sus reales. Desde allí el ejército califal marchó a Sib Bani Kuma, donde se unieron a él las fuerzas del general Masrur al-Balji, que había estado estorbando la marcha del enemigo. También se le unieron allí otras fuerzas.

El mapa muestra la ubicación de la batalla, así como la ruta del ejército safarí (en rojo) y la del abasí (en azul).

Por su parte, Ibn Laíz atravesó Juzestán, donde se le unió un antiguo general abasí, Abi'l-Sach Devdad, y penetró en Irak. El general abasí al-Balji frenó su avance inundando los alrededores de Wasit, pero ello no impedió que el ejército enemigo evitase finalmente el obstáculo y ocupase la ciudad el 24 de marzo. Seguidamente los safaríes se dirigieron a Dair al-Aqul, situada a unos ochenta kilómetros de Bagdad. Según una fuente, Ibn Laíz no esperaba que el califa opusiese resistencia a su invasión, sino que creía que se avendría a aceptar cualesquiera condiciones que decidiese imponerle. Al-Mutamid, sin embargo, envió a al-Muwafaq a detenerlo. Los dos ejércitos chocaron en Istarband, entre Dair al-Aqul y Sib Bani Kuma.

## La batalla
La batalla se disputó el 8 de abril. Ibn Laíz revistó el ejército antes de entrar en combate; contaba con unos diez mil soldados. Los abasíes tenían más y además conocían el terreno. El centro del ejército abasí lo mandaba al-Muwafaq; la derecha, Musa ibn Bugha; y la izquierda, Masrur al-Balji. Tras un último llamamiento al emir safarí para que se sometiese al califa, comenzó la lid.
La lucha duró casi todo el día. El ejército safarí era reacio a combatir directamente contra el califa; pese a ello, los dos bandos sufrieron copiosas bajas, entre ellas varios jefes, tanto abasíes como safaríes. Ibn Laíz fue herido, pero no abandonó el campo. Cuando comenzaba a anochecer, llegaron refuerzos para al-Muwafaq. El maula Nusair distrajo al enemigo atacando la retaguardia enemiga desde el Tigris y prendiendo fuego su tren de los bagajes, lo que favoreció aún más a los abasíes.
Finalmente el ejército safarí empezó a abandonar el campo de batalla. Ibn Laíz y su guardia siguieron luchando, pero finalmente tuvieron que retirarse también, para no quedar aislados del grueso del ejército. El califa había inundado el terreno, cortando la retirada enemiga; muchos de los soldados safaríes se ahogaron tratando de escapar. La apresurada retirada safarí le permitió a al-Muwafaq apoderarse del bagaje de Ibn Laíz. Los abasíes pudieron además liberar a varios cautivos, como el tahirí Muhammad ibn Tahir, que Ibn Laíz había traído consigo.

## Consecuencias
La batalla detuvo en seco el avance de Ibn Laíz y eliminó una grave amenaza al Califato abasí. Ibn Laíz ya no volvió a realizar incursiones en Irak. Tras la victoria, al-Mutamid, devolvió el gobierno de algunas provincias iraníes a sus antiguos gobernadores, como Muhammad ibn Wasil, que recobró teóricamente Fars, y Muhammad ibn Tahir, que recuperó el gobierno del Jorasán; en realidad, los safaríes les impidieron desarrollar sus labores administrativas. Ibn Laíz murió tres años después, en el 879; su hermano y sucesor, Amr firmó la paz con el califa, que duró varios años. Los abasíes pudieron seguir sometiendo de nuevo provincias que habían escapado a su autoridad; los zanj fueron derrotados en el 883, y Egipto y Fars finalmente volvieron a someterse al califa.